# 머지사이드주

머지사이드 주의 위치

머지사이드주(Merseyside)는 영국 잉글랜드의 주로 면적은 645km2, 인구는 1,442,081명(2022년 기준), 인구 밀도는 2,211명/km2이다. 북쪽으로는 랭커셔주, 동쪽으로는 그레이터맨체스터주, 남쪽으로는 체셔주, 서쪽으로는 아일랜드해와 접한다. 리버풀, 노즐리 도시 자치구, 세인트헬렌스 도시 자치구, 세프턴 도시 자치구, 위럴 도시 자치구 등 총 5개의 자치구를 가지고 있다.

## 같이 보기
- 머지사이드 더비